# Condé-sur-Ifs
Condé-sur-Ifs település Franciaországban, Calvados megyében. Lakosainak száma 447 fő (2022. január 1.). Condé-sur-Ifs Le Bû-sur-Rouvres, Ernes, Maizières, Vendeuvre, Mézidon-Vallée-d’Auge és Valambray községekkel határos.

## Népesség
A település népességének változása:
| Lakosok száma | 361  | 350  | 368  | 393  | 491  | 481  | 445  | 440  | 434  | 447  |
|               | 1968 | 1982 | 1990 | 2006 | 2013 | 2015 | 2017 | 2019 | 2020 | 2022 |